# أليسون غرين
أليسون غرين (بالإنجليزية: Allison Green)‏ هو سياسي أمريكي، ولد في 28 أكتوبر 1911 في كارو في الولايات المتحدة، وتوفي في 26 مارس 2005 في كاس سيتي في الولايات المتحدة. حزبياً، نشط في الحزب الجمهوري. وقد انتخب عضو مجلس نواب ميشيغان ‏.